# M114
M114 je američki oklopni transporter koji je korišten u Vijetnamskom ratu. General Motors ga je dizajnirao i proizvodio tijekom 1960-ih.

## Opis
M114 je laki oklopni transporter, niske siluete i anfibijskih sposobnosti. Zbog svoje male težine lako se može tranportirati avionom i ispustiti s padobranom. Originalno je dizajniran sa zatvorenom kupolom i strojnicom koja se nalazi postavljena unutar nje. Zapovjednikov vizor se može okretati za 360 stupnjeva. Neki modeli i inačice imaju umjesto 12,7 mm strojnice ugrađen 20 mm minobacač.
M114 ima tijelo od aluminija i prazan teži 5,94 tone, a s punom opremom 6,8 tona. Pokretan je benzinskim 8-cilindričnim Chevrolet 283 motorom. Ima tri člana posade i postiže maksimalnih 58 km/h.

## Vijetnamski rat
Vijetnamski rat postao je vojni poligon za testiranje nove vojne opreme. Ponekad su poboljšanja napravljena u SAD-u i poslana u Vijetnam na testiranje, ali u većini slučajeva je projekt napravljen u Vijetnamu i odmah tamo testiran. Kao primjer je ACAV komplet (Armored Cavalry Assault Vehicle kit) za M113 i M551 Sheridan tenk koji se odlično uklopio u vojne potrebe tog rata. Za razliku od M113, M114 se pokazao kao neadekvatan i neučikovit na bojnom polju u Vijetnamu. Zato je on odmah po završetku rata povučen iz službe.
M113 oklopni transporter je uveden u uporabu u Vijetnamu 1962. godine i pokazao se kao vrlo uspiješan za razliku od manjeg i lakšeg M114 koji je uveden u uporabu iste godine. M113 je bio opremljen ARVN automatskom strojnicom dok je M114 bio opremljen za izviđanje. M114 je bio dio izviđačke divizije.
Tijekom vojnih operacija u Vijetnamu, M114 izviđačko vozilo se pokazalo tehnički nepouzdano, s preslabim motorom i imao je loše performanse po težim terenima. Tu se još pridodaje i slaba oklopna zaštita, tako da M114 nije mogao preživjeti eksploziju mine. Mina koja bi skoro uništila ili onesposobila M113 ACAV, M114 bi potpuno uništila ili čak prepolovila. Do studenog 1964., M114 transporteri su povučeni iz Vijetnama i zamijenjeni puno pouzdanijim i boljim M113 ACAV. Na veliku žalost Američke vojske, borbena iskustva s M114 u Vijetanamu su bila zanemarena i vozilo je poslano američkim divizijama u Europu, Koreju, SAD itd. Godine 1973. General Creighton Abrams proglasio je M114 kao promašaj i naredio njegovo povlačenje iz službe u američkoj vojsci.

## Verzije
- M114
- M114A1 – nova kupola za zapovjednikovu strojnicu koje omogućuje korištenje .50-kalibarne strojnice unutar vozila (ručno i elektični pokretana kupola)
- M114A2 – (1969., ponekad zvan M114A1E1) 12,7 mm strojnica zamijenjena je s 20 mm Hispano-Suiza HS.820 topom. Rabi hidraulički pokretanu kupolu.